# 松田惠美子
松田 惠美子（まつだ えみこ、7月26日-）は宝塚歌劇団卒業生（元月組トップ娘役)。
兵庫県神戸市出身、宝塚歌劇団時代の芸名は五條 愛川（ごじょう あいせん）、宝塚歌劇団時代の愛称エコ、出身校愛徳学園、公称身長164センチ。
琴の名取でもあった(名取名菊月美穂、師範だった実母の手解きを受けていた)ことも知られ、その腕前を海外公演を含む日本物ショーでたびたび披露していたことでも知られたタカラジェンヌだった。

## 略歴
- 1972年、58期生として宝塚歌劇団に入団。同期生には、高汐巴、峰さを理、寿ひずる、星原美沙緒、邦なつきらがいる。雪組公演『かぐら／ザ・フラワー』[1]で初舞台を踏む。宝塚入団時の成績は48人中16位[1]。
- 1973年4月2日[1]、雪組に配属。
- 当初は男役であったが、1976年『ムッシュ・パピヨン』公演にて、みさとけい（当時の芸名は美里景）の相手役に抜擢される。これを機に1977年、娘役に転向。踊れる娘役として活躍。
- 1978年、東南アジア公演のメンバーに選抜される。
- 1979年、『春風の招待』の新人公演にて初ヒロインを務める。
- 同年、月組に組替え。
- 1980年、小松美保の退団に伴いトップ娘役に就任し、榛名由梨の相手役を務める。『スリナガルの黒水仙／クラシカル・メニュー』でお披露目。
- 1982年7月31日[1]、宝塚歌劇団を退団。最終出演公演の演目は『あしびきの山の雫に／ジョリー・シャポー』東京公演千秋楽。
- 退団後は心と身体の健康について深い関心を抱き、東洋医学を中心とする治療室に勤務するかたわら、身体構造分野をはじめ、整体、カウンセリング等を幅広く学ぶ。1992年有限会社フォンス・アモーリスを設立。現在は、アメリカで開発された感情ストレスを扱う、スリーインワン・コンセプツの最高資格者であるファカルティとして、教授、指導に当るとともに、書籍の出版、販売も行っている。

## 宝塚歌劇団時代の主な舞台

### 雪組時代
- 1976年1月、『白鷺の詩』／『ムッシュ・パピヨン』エルバ
- 1976年3月、『ベルサイユのばら』（東宝）新人公演：ジャンヌ（本役：城月美穂）
- 1976年6月、『星影の人』新人公演：加代（本役：城月美穂）／『Non, Non, Non』
- 1976年9月、『星影の人』東京新人公演：幾松（本役：城月美穂）／『Non, Non, Non』
- 1977年2月、『鶯歌春』エスガイ／『マンハッタン・ラブ』
- 1977年4月、『星影の人』安紀／『ビバ・タカラジェンヌ』（全国ツアー）
- 1977年7月、『あかねさす紫の花』小椋、新人公演：鏡女王（本役：城月美穂）／『ザ・レビュー』
- 1977年9月、『星影の人』幾松／『ビバ・タカラジェンヌ』（全国ツアー）
- 1978年1月、『風と共に去りぬ』新人公演：メラニー・ウィルクス（本役：城月美穂）
- 1978年6月、『丘の上のジョニー』リリー、新人公演：クリスティーン（本役：城月美穂）／『センセーション!』
- 1978年10月、『ザ・タカラヅカ』（東南アジア公演）
- 1979年1月、『春風の招待』ジジ（本役：東千晃）／『ハロー!ホリデー』 ＊新人公演初ヒロイン

### 月組時代
- 1979年6月、『春愁の記』新人公演：萩姫（本役：舞小雪）／『ラ・ベルたからづか』 ＊新人公演ヒロイン
- 1979年9月、『恋とかもめと六文銭』（バウ）さつき
- 1979年11月、『バレンシアの熱い花』ローラ、新人公演：イザベラ（本役：小松美保）／『ラ・ベルたからづか』（東宝） ＊新人公演ヒロイン
- 1980年1月、『アンジェリク』小間使いマルゴ、新人公演（宝塚）：アンジェリク（本役：小松美保）／『仮面舞踏会』 ＊新人公演ヒロイン
- 1980年1月、『ワンモア・ドリーム』（バウ）人形

### 月組トップ娘役時代
- 1980年6月、『スリナガルの黒水仙』アスターナ姫／『クラシカル・メニュー』
- 1980年8月、『恋とかもめと六文銭』ルシア／『魅惑のプレリュード』（中日）
- 1980年9月、『恋とかもめと六文銭』ルシア／『ラ・ベルたからづか』（全国ツアー）
- 1981年1月、『ジャンピング!』／『新源氏物語』朧月夜尚侍
- 1981年6月、『白鳥の道を越えて』レジーナ／『ザ・ビッグ・アップル』
- 1981年8月、『愉快な夢人たち』（中日）
- 1982年2月、『あしびきの山の雫に』額田女王／『ジョリー・シャポー』 ＊退団公演
- 1982年5月、『白鳥の道を越えて』レジーナ／『ザ・ビッグ・アップル』（全国ツアー）